# Copa Federal de Fútbol Femenino
La Copa Federal de Fútbol Femenino es un torneo oficial organizado por la Asociación del Fútbol Argentino. Se juega por el sistema de eliminación directa e incluye 16 equipos provenientes de la Primera División A y de las Ligas del Interior. Una competición similar se disputó en 2015 bajo el nombre de Supercopa Femenina de Argentina.
El actual campeón es Newell's Old Boys que logró su primera conquista tras derrotar a Boca Juniors el 5 de abril de 2025, estos últimos dos equipos junto a UAI Urquiza y River Plate, son los máximos ganadores del certamen con una conquista cada uno.

## Historia
Anterior a esta competencia existió la Supercopa Femenina de Argentina, que se disputó únicamente en 2015 y reunía a todos los equipos de la primera división del fútbol argentino y algunos clubes de la por aquel entonces nueva segunda categoría en un torneo con formato de eliminación directa a partido único. 
En el marco de la profesionalización del fútbol femenino en Argentina en 2019, la Asociación del Fútbol Argentino anunció que crearía un torneo federal similar a la Copa Argentina del fútbol masculino, que se llamaría Fútbol en Evolución, el cual sería importante para el desarrollo del fútbol del interior del país.
Para febrero de 2020 se informaba que dicho torneo se llamaría Copa Federal de Fútbol Femenino y que la disputarían 32 equipos, de los cuales 16 provendrían de las tres categorías de AFA (ocho de Primera A, seis de Primera B y dos de Primera C) y los 16 restantes serían clubes determinados a través de una clasificación mediante las Ligas del Interior (2 equipos por cada una de las ocho jurisdicciones del Consejo Federal). El campeón se enfrentaría ante el campeón de Primera A con el objetivo de clasificar a un torneo internacional que sería definido en el futuro.

## Formato
El torneo se llevará a cabo a través de la clasificación de clubes de la Primera División A y Ligas del Interior. Contará con dos fases preliminares:
- Fase Preliminar Regional: Es organizada por el Consejo Federal y clasifica a 8 equipos provenientes de las Ligas del Interior a la fase final.
- Fase Preliminar Metropolitana: Es organizada por la AFA. Participan los mejores 8 equipos de la Primera División A.
- Fase Nacional: Los 16 equipos clasificados se eliminan entre sí por el formato de eliminación directa en partidos hasta alcanzar la final donde se consagrará al campeón.

## Finales
| Edición | Campeón           | Resultado   | Subcampeón   | Sede                                     |
| ------- | ----------------- | ----------- | ------------ | ---------------------------------------- |
| 2021    | UAI Urquiza       | 2:1         | Boca Juniors | Estadio Julio Humberto Grondona, Sarandí |
| 2022    | River Plate       | 2:0         | Belgrano     | Estadio Ciudad de Vicente López, Florida |
| 2023    | Boca Juniors      | 2:1         | San Lorenzo  | Estadio Ciudad de Caseros, Caseros       |
| 2024    | Newell's Old Boys | (4) 0:0 (3) | Boca Juniors | Estadio Ciudad de Caseros, Caseros       |

## Palmarés
| Equipo            | Campeón | Subcampeón | Ediciones campeón | Ediciones subcampeón |
| ----------------- | ------- | ---------- | ----------------- | -------------------- |
| Boca Juniors      | 1       | 2          | 2023              | 2021 - 2024          |
| UAI Urquiza       | 1       | -          | 2021              |                      |
| River Plate       | 1       | -          | 2022              | -                    |
| Newell's Old Boys | 1       | -          | 2024              | -                    |
| Belgrano          | -       | 1          | -                 | 2022                 |
| San Lorenzo       | -       | 1          | -                 | 2023                 |